# Umberto Ravetta
Umberto Ravetta (Venezia, 22 dicembre 1884 – Senigallia, 26 gennaio 1965) è stato un vescovo cattolico e direttore di coro italiano.

## Biografia
Veneziano, fu ordinato sacerdote il 25 luglio 1909 dal cardinale Aristide Cavallari, patriarca di Venezia. Musicista valente, per un quinquennio, da presbitero, tra il 1921 e il 1926 è alla direzione della prestigiosa Cappella Marciana.
Il 14 novembre 1938 venne eletto vescovo di Senigallia. Riceverà la consacrazione episcopale il successivo 21 dicembre, per l'imposizione delle mani del cardinale Adeodato Piazza, O.C.D., co-consacranti i vescovi Giovanni Jeremich e Giovanni Costantini.
Partecipò alle prime due sessioni del Concilio Vaticano II, fino a che la morte non lo colse, il 26 gennaio 1965.

## Genealogia episcopale e successione apostolica
La genealogia episcopale è:
- Cardinale Scipione Rebiba
- Cardinale Giulio Antonio Santori
- Cardinale Girolamo Bernerio, O.P.
- Arcivescovo Galeazzo Sanvitale
- Cardinale Ludovico Ludovisi
- Cardinale Luigi Caetani
- Cardinale Ulderico Carpegna
- Cardinale Paluzzo Paluzzi Altieri degli Albertoni
- Papa Benedetto XIII
- Papa Benedetto XIV
- Cardinale Enrico Enriquez
- Arcivescovo Manuel Quintano Bonifaz
- Cardinale Buenaventura Córdoba Espinosa de la Cerda
- Cardinale Giuseppe Maria Doria Pamphilj
- Papa Pio VIII
- Papa Pio IX
- Cardinale Alessandro Franchi
- Cardinale Giovanni Simeoni
- Cardinale Antonio Agliardi
- Cardinale Basilio Pompilj
- Cardinale Adeodato Piazza, O.C.D.
- Vescovo Umberto Ravetta

La successione apostolica è:
- Vescovo Macario Tinti (1960)